# Xuacu Amieva
Xuacu Amieva (El Mazucu, Llanes, 12 de octubre de 1954) es un gaitero español.
Maestro de gaiteros, se distingue por la labor de recuperación del patrimonio cultural y musical asturiano, habiendo fundado gran número de bandas y grupos folclóricos. También destaca su creación musical, que es reconocida a nivel mundial con premios de prestigio como el Trofeo Macallan del Festival Intercéltico de Lorient o los premios Grammy.

## Biografía
Su vocación musical le viene de familia, ya que su madre era cantante de tonada y tenía parientes que tocaban la gaita. En 1974 entró a formar parte del grupo «Urogallos». Interesado en la música tradicional astur participó en diversas agrupaciones folclóricas como «Raigañu», «Urogallos» y «Andecha Folklor d'Uvieu». En ellos realizó una importante labor recuperadora tanto de músicas como de instrumentos populares como el rabel o bandurria asturiana, la zanfona o gaita de rabil, la trompa o arpa de boca, la flauta travesera de madera, las tarrañuelas, las castañuelas vaqueiras, los pitos, el pandeiru cuadrau, la xipla y tambor, etc.
En su afán por mantener vivas las tradiciones crea en 1980 en Oviedo la «Escuela de música tradicional», de la que más tarde abrió delegaciones en otros puntos de la región debido a la gran demanda. En estas escuelas nacieron algunas de bandas pioneras de gaita asturiana, como la Banda de los LLumerinos o la Banda Gaites Naranco.
A la vez que mantenía viva la tradición musical de Asturias mediante la enseñanza se mantiene activo fundando grupos folk como Beleño y Ubiña. En 1990 formó el grupo folk «Xuacu Amieva». En 1995 colaboró con los irlandeses The Chieftains en su disco Santiago tocando el tema «El besu». Este trabajo obtuvo un premio Grammy en 1997.

## Obra

### Discografía
- Método de gaita (1984)
- Onde l'agua ñaz (1986)
- Ubiña (1988)
- Xostrando (1989)
- Colaboración en Las cornamusas de Europa (1991)
- Lluna caldeá (1992)
- La gaita asturiana (1993)
- Colaboración con el tema El besu en el álbum  Santiago de The Chieftains (1995)
- Tiempo de mitos (1999)
- Al son del fueu (2003)
- "Seis" (2006)

### Libros
- Método de gaita (1984)
- Método de gaita asturiana (1998)
- La gaita asturiana. Método interactivo de enseñanza (2003)

### Cortometrajes
- Mitos astures (1997)